# 大社線
大社線（日语：／ Taisha sen */?）是連接日本島根縣出雲市川跡車站至出雲大社前車站的鐵路路線，由一畑電車經營。
過去在1912年至1990年期間，日本國有鐵道和西日本旅客鐵道也曾有一條大社線鐵路路線，但該條大社線已在1990年停駛，現在一畑電車為唯一通往出雲大社的鐵路路線。

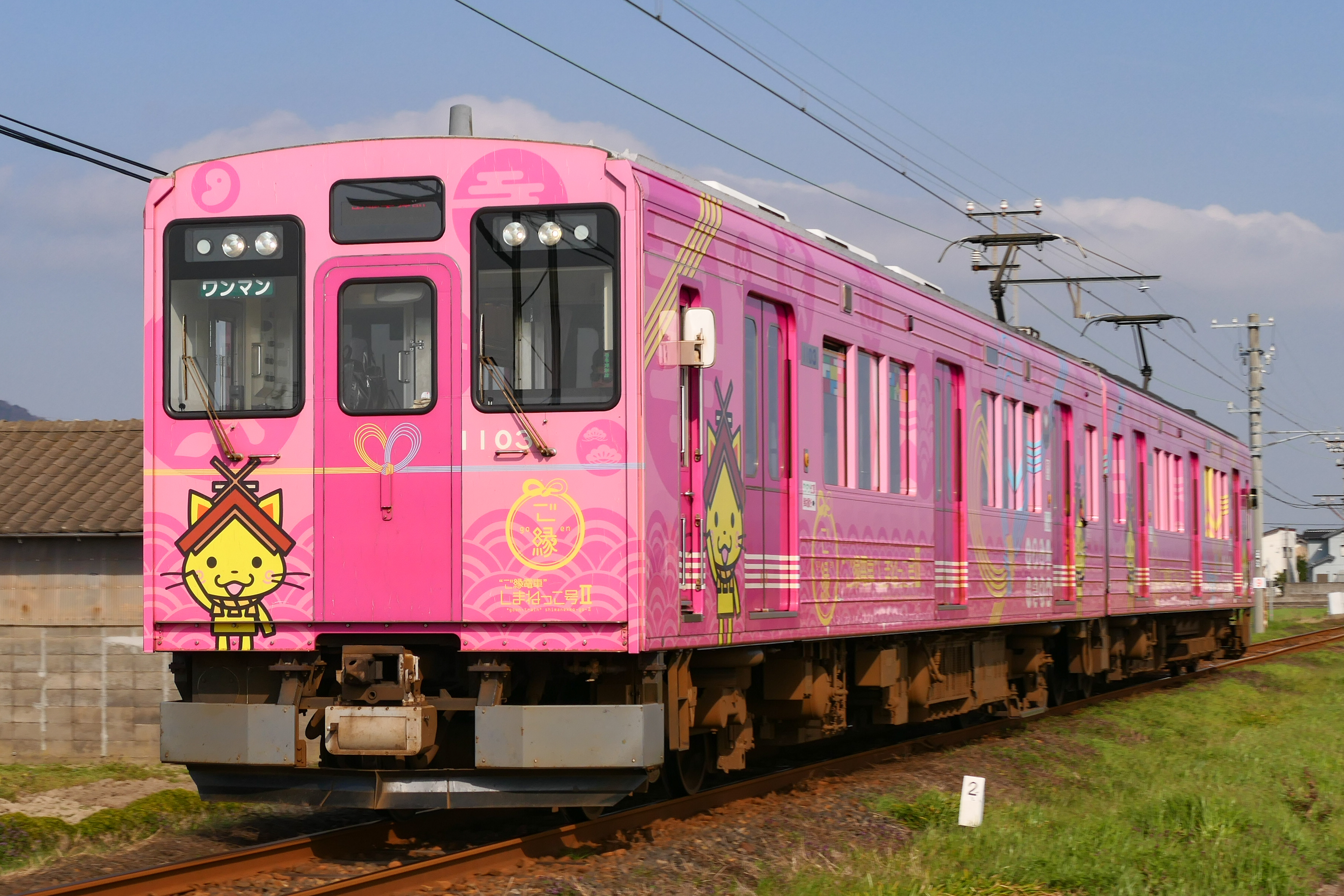
遙堪站至高濱站間的一畑1000系電車「結緣電車島根貓號Ⅱ」(2024年3月)

## 運行方式

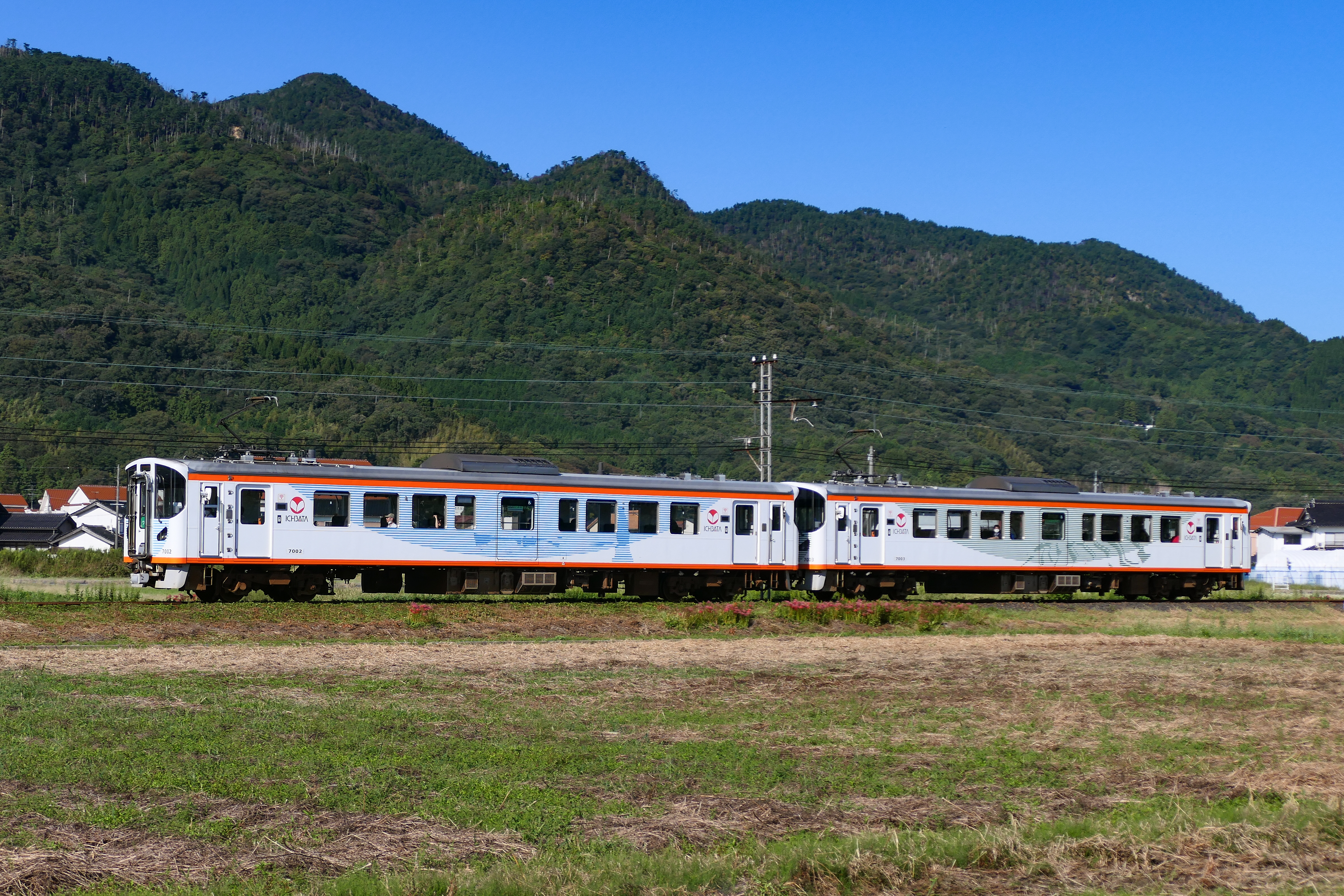
高濱站至遙堪站間的一畑7000系電車 (2022年10月)

目前運行的列車約每小時1至2車次，列車抵達川跡車站時，多數列車的時刻表都可以配合北松江線的列車時間直接換乘。
此外在周末及假日每天會有往返各八班的列車直接大社線經川跡車站駛入北松江線的松江宍道湖溫泉車站方向，其中包括一班急行列車「出雲大社號」，但在平日就只有往返各一班列車。而此外不分平假日每天也會各有兩車次直接駛入北松江線的電鐵出雲市車站方向。

## 歷史
1900年代山陰地區的官設鐵道一路從京都往西延伸，在1910年延伸至出雲今市車站（現在的出雲市車站）後，致力於在日本各地開設鐵路的企業家才賀藤吉開始規劃在出雲周邊興建鐵路，最初原想開設通往出雲大社的鐵路，但由於國營鐵道同一時間也規劃了相同路線（後來成為西日本旅客鐵道大社線），只好放棄此路段改興建通往一畑寺的鐵路。
完成通往一畑寺的一畑輕便鐵道（於1925年更名為一畑電氣鐵道）在1923年決定在興建可以接往出雲大社的路段，原本規劃從北松江線的武志車站為起點，但由於當時已有國營的大社線，幾經協商後，在變更起點後才在1926年取得許可。此段鐵路於1930年完成啟用，由於一畑電氣鐵道已在1927年將原有路線完成全面的電氣化，新完成的大社線最初即為電氣化鐵路。
2006年一畑電氣鐵道將鐵路事業分割成獨立子公司一畑電車，大社線的經營業者也因此變更為一畑電車。

### 年表
- 1926年10月9日：取得簸川郡川跡村至大社町（日语：大社町）之間的鐵路許可。
- 1930年2月2日：川跡車站至大社神門車站（現在的出雲大社前車站）間路段開始營運。
- 1970年10月1日：大社神門車站更名為出雲大社前車站。
- 1977年6月24日：鑓崎車站更名為濱山公園北口車站。
- 1978年3月16日：開始採用一人控制模式運行。
- 2006年4月1日：一畑電氣鐵道將鐵路業務轉移給子公司一畑電車。

## 車站列表
- 全部車站皆位於島根縣出雲市。

圖例
●:停靠、〇：只在早上時段停靠、｜↑↓：通過（↑↓箭頭表示通行方向）
全線為單線軌道 … ◇：可以進行列車交換、｜：無法進行列車交換
| 車站編號 | 中文站名     | 日文站名 | 英文站名 | 站間距離 | 營業距離 | 急行 | 急 行 出 雲 大 社 號 | 特急 | 轉乘路線           | 軌道 | 所在地 |
| -------- | ------------ | -------- | -------- | -------- | -------- | ---- | -------------------- | ---- | ------------------ | ---- | ------ |
| 5        | 川跡         |          |          | -        | 0.0      | ●    | ●                    | ●    | 一畑電車：北松江線 | ◇    | 出雲市 |
| 23       | 高濱         |          |          | 2.8      | 2.8      | ↓    | ↑                    | ｜   |                    | ｜   | 出雲市 |
| 24       | 遙堪         |          |          | 2,0      | 4.8      | ↓    | ↑                    | ｜   |                    | ｜   | 出雲市 |
| 25       | 濱山公園北口 |          |          | 1.6      | 6.4      | 〇   | ↑                    | ｜   |                    | ｜   | 出雲市 |
| 26       | 出雲大社前   |          |          | 1.9      | 8.3      | ●    | ●                    | ●    |                    | ◇    | 出雲市 |